# Pico Roché
El Pico Roché (en inglés: Roché Peak) es un pico de 365 m s. n. m., siendo la máxima elevación de la isla Pájaro en Georgia del Sur. Un territorio en el Océano Atlántico Sur cuya soberanía está en disputa entre el Reino Unido el cual las administra como Territorio Británico de Ultramar de las islas Georgias del Sur y Sandwich del Sur, y la República Argentina que las integra al Departamento Islas del Atlántico Sur, dentro de la Provincia de Tierra del Fuego, Antártida e Islas del Atlántico Sur.
Se ubica a unos 1,6 kilómetros al oeste de la extremidad este de la isla. Toma el nombre del estrecho de La Roché, que separa la isla Pájaro con la isla San Pedro, fue utilizado durante muchos años, pero ahora ha sido sustituido en el uso por el estrecho Pájaro. El nombre del pico fue propuesto por el Comité Antártico de Lugares Geográficos del Reino Unido en 1960, conserva el nombre original de la zona. Lleva el nombre de Anthony de la Roché quién descubrió las islas Georgias del Sur.